# Конинский уезд
Конинский уезд — административная единица в составе Калишской губернии Российской империи, существовавшая c 1837 года по 1919 год. Административный центр — город Конин.

## История
Уезд образован в 1837 году в составе Калишской губернии. В 1919 году преобразован в Конинский повят Лодзинского воеводства Польши.

## Население
По переписи 1897 года население уезда составляло 83 855 человек, в том числе в городе Конин — 8522 жит.

### Национальный состав
Национальный состав по переписи 1897 года:
- поляки — 70 029 чел. (83,5 %),
- немцы — 8527 чел. (10,2 %),
- евреи — 4337 чел. (5,2 %),

## Административное деление
В 1913 году в состав уезда входило 12 гмин: 
| - Бржезьно — д. Кржимов, - Владиславов — пос. Владиславов, - Высокое — д. Высокое, - Голина — пос. Голина, - Гославице — д. Гославице, - Домброшин — пос. Рыхвал, | - Крамск — д. Крамск, - Пёрунов — д. Вышина, - Ржгов — д. Ржгов, - Славощевск — пос. Слесин, - Старемясто — д. Старемясто, - Тулишков — пос. Тулишков. |